# Jacques Brasseul
Jacques Brasseul est un universitaire français, auteur d'articles et d'ouvrages portant en particulier sur l'économie du développement et l'histoire économique. 

## Biographie

### Jeunesse et études
Ancien élève de l'École normale supérieure de Cachan, il est agrégé des techniques économiques de gestion, docteur d'État ès-sciences économiques de l'université de Lyon, professeur des universités en sciences économiques. 

### Parcours universitaire
En poste à l'université du Sud Toulon-Var de 1996 à 2006, et professeur émérite de 2006 à 2009, il a enseigné aux universités Paris-XIII Villetaneuse (1973-1980), Paris-III Sorbonne Nouvelle, Paris-VIII Vincennes, Jean-Moulin-Lyon-III (1980-1982, 1990-1993). Il a également été en poste aux universités de Dakar (1982-1986), Toamasina (1986-90) à Madagascar, La Réunion (1993-1996). Il a aussi travaillé au Québec (1971-1972), à l'université du Minnesota (1992) et à l'université de Géorgie, Athens (1993). 
Il a collaboré régulièrement à la revue Région et Développement,  et écrit également sur le site Mondes francophones dont il est éditeur de l'espace "Économies". Il a écrit plusieurs articles pour l'Encyclopædia Universalis, sur l'Amérique latine, l'Argentine, le Brésil et le Mexique.

## Publications
- Livres :
- Introduction à l'économie du développement, Armand Colin, 1989, 1993, 2008
- Économie du développement, J. Brasseul et Cécile Lavrard-Meyer, Armand Colin, 2016
- Les nouveaux pays industrialisés et l'industrialisation du tiers monde, Armand Colin, 1993
- Histoire des faits économiques et sociaux, 3 tomes, Armand Colin, 1997, 1998, 2003, rééd. 2001, 2004 : 
  - 1) Des origines à la révolution industrielle
  - 2) De la révolution industrielle à la Première Guerre mondiale
  - 3) De la Grande Guerre au 11 septembre
- Petite histoire des faits économiques et sociaux, Armand Colin, 2001, 2003, 2e édition, revue et actualisée, septembre 2010, Petite histoire des faits économiques, des origines aux subprimes ; traduction en portugais mai 2011 ; 3e édition, 2013, Petite histoire des faits économiques, des origines à nos jours ; 4e édition, 2016 ; 5e, 2019 ; 6e édition, mai 2022 ; 7e édition, juin 2025.
- Un monde meilleur ? Pour une nouvelle approche de la mondialisation, Armand Colin, 2005
- Histoire de la globalisation financière, Armand Colin, 2010, avec Cécile Bastidon et Philippe Gilles
- Histoire économique de l'Afrique tropicale, Armand Colin, 2016 ; conférence à la LSU (Louisiana State University), Baton Rouge, le 20 novembre 2015 sur le sujet Questions about African Economic History
- Ouvrages en collaboration : Lexique d'économie, Dalloz ; Lexique de gestion, Dalloz ; Encyclopédie de l'économie et de la gestion, Hachette (ouvrages dirigés par Ahmed Silem) ; Annuaire des pays de l'océan Indien, CNRS, 1991, 1995 ; Villes et croissance, Anthropos/Economica, 1999 ; 1946 : La Réunion, département, Université de la Réunion, 1999 ; Droit et économie de l'assurance et de la santé, Dalloz, 2002
- Histoire du monde de 1870 à nos jours, Fabien Conord éd., Armand Colin, 2017 ; ouvrage collectif : Fabien Conord, Mathias Bernard, Jean-Etienne Dubois, Pascal Gibert et J. Brasseul ; quatre chapitres sur 26 : "La première mondialisation, 1870-1914", "La grande transformation des sociétés occidentales, 1945-1968", "Les soubresauts de l'économie mondiale, 1968-1991", "L'évolution économique du monde depuis les années 1990"

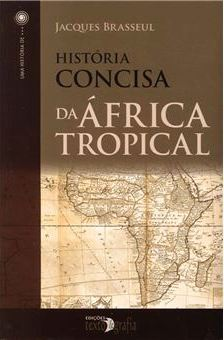

- Traductions :
- Histόria concisa da África tropical, Texto & Grafia, Lisbonne, 2021
- História Económica do Mundo, Texto & Grafia ; Edition Saraiva pour le Brésil, 2013
- Storia economica dalle origini a oggi] Eventi, dinamiche, analisi, UTET Università, Turin, 2022
- Articles :
- 3 articles dans l'Encyclopædia Universalis, 2009, Amérique latine, Économies et Sociétés, L'économie du Brésil, L'économie du Mexique
- "Les heurs du capitalisme", au colloque Heurs et malheurs du capitalisme, 2011, IUFM Auvergne, Université Blaise Pascal, ESC Clermont-Ferrand, Textes, publié aux Editions Oeconomia, 2013
- "L'entrepreneur, figure centrale du capitalisme de marché", Problèmes économiques, Documentation française, Hors Série Comprendre le capitalisme, mars 2014
- "La guerre économique à travers l'histoire", revue Diplomatie, janvier 2015
- Comptes rendus de deux livres sur l'Afrique, dans Région et Développement, n° 54, juin 2021 : Christopher Cramer, John Sender, Arkebe Oqubay, African Economic Development, Oxford University Press, 2020 ; Carlos Lopes, L’Afrique est l’avenir du monde. Repenser le développement, Seuil, 2021
- "Le déclin du monde musulman à partir du Moyen Âge : une revue des explications", Région et Développement, n° 19, 2004
- "Genèse de l'Etat-providence et naissance de la social-démocratie : Bismarck et Bernstein", Sciences Po, Les Tribunes de la Santé, 2012/1, n° 34
- Avec Michel Herland, "Une énigme historique: la succession de l'esclavage antique et du servage médiéval", Economies et sociétés, 2009, Vol 43, n° 7-8, Presses de l'ISMEA
- "Le rôle de l'éducation dans le développement économique des Etats-Unis : le cas du GI Bill", Mondes francophones, 11/9/2007
- "Imperialism, pioneer of capitalism, 30 ans après"", Mondes francophones, 1/9/2019
- "Aimé Césaire, une critique du Discours sur le colonialisme", Mondes francophones, 23/7/2008
- "Les lignes de faille en ex-Yougoslavie", Mondes francophones, 7/3/2007
- "Heurs et malheurs des traités de commerce franco-britanniques à travers l’histoire", Mondes francophones, 23/3/2006
- Divers
- En cours : Le monde lusophone, économie et histoire